# La Chapelle-Neuve, Morbihan
La Chapelle-Neuve (Ar Chapel-Nevez trong tiếng Bretagne) là một xã ở tỉnh Morbihan trong vùng Bretagne tây bắc Pháp. Xã này có diện tích 21,87 km², dân số năm 1999 là 724 người. Khu vực này có độ cao từ 35-149 mét trên mực nước biển.
Cư dân của La Chapelle-Neuve danh xưng trong tiếng Pháp là Chapelle-Neuvois.